# نروژی قدیمی
نروژی قدیمی (نروژی: gammelnorsk) گونه‌ ابتدایی زبان نروژی است که میان سده‌های ۱۱ و ۱۴ میلادی بدان سخن گفته می‌شد.این زبان مرحله میانی تغییر از زبان نورس باستان به نروژی میانه و همچنین زبان نورن و زبان فارویی است.
تفاوت داشتن آن از نورس باستان غربی مورد گفتگو قرار دارد.